# Wych Kaosayananda
Wych Kaosayananda (thaï : วิชช์ เกาไศยนันท์) est un réalisateur et directeur de la photographie thaïlandais né en 1974.

## Filmographie
- 1998 : Fah
- 2002 : Ballistic
- 2012 : Angels
- 2014 : Tekken 2: Kazuya's Revenge
- 2015 : Zero Tolerance
- 2020 : One Night in Bangkok (sortie prévue le 25 août aux USA)